# Brabham BT52
El Brabham BT52 fue un monoplaza del equipo Brabham diseñado por Gordon Murray para la temporada 1983 de Fórmula 1. El coche funcionó con neumáticos Michelin y fue propulsado por el potente motor BMW M12/13 turboalimentado que en 1983 produjo un máximo de aproximadamente 800 bhp (600 kW) en el mapa de clasificación, desintonizado a alrededor de 640 bhp (480 kW) en el mapa de carrera. Sus pilotos fueron el campeón de 1981 Nelson Piquet y Riccardo Patrese.

## Historia
Después de que los monoplazas con efecto suelo fueron prohibidos al final de la temporada anterior, la FIA ordenó que todos los coches de Fórmula 1 se diseñen con superficies planas por razones de seguridad. Con solo sies semanas hasta la carrera de apertura en Brasil, esto dejó a Brabham con tres coches completamente construidos listos para usar que ahora eran inútiles, por lo que Gordon Murray comenzó desde cero y diseñó el BT52. Los pontones anteriormente cruciales ahora generaban elevación en lugar de succión, por lo que el BT52 tenía pontones cortos y angulares para mantener la sustentación al mínimo. Murray también se arriesgó y movió aproximadamente el 70% del peso de los monoplazas hacia atrás en un esfuerzo por obtener más tracción. El coche presentaba un distintivo perfil en forma de dardo y un alerón trasero de gran tamaño en un esfuerzo por recuperar la mayor carga aerodinámica posible, mientras que el monocasco se construyó con aluminio y fibra de carbono para mantener el peso lo más bajo posible. La temporada 1983 vio cómo se reintrodujeron las paradas de repostaje después de los experimentos exitosos en 1982, por lo que el sistema de combustible del BT52 se diseñó con esto en mente y tenía un pequeño tanque de combustible colocado muy por detrás del piloto.
El coche era fácil de conducir y Nelson Piquet lo usó con buenos resultados esa temporada. Luchando con Alain Prost en el Renault y René Arnoux de Ferrari, parecía que iba a perder el título después de una racha de malos resultados de mitad de temporada. Pero después de que la compañía alemana Wintershall desarrollara un lote especial de combustible y se completara el desarrollo del coche, se convirtió en el primer piloto en ganar el Campeonato Mundial con un motor turbo después de obtener tres triunfos consecutivos: Brasil, Italia y Europa, y puntuando consistentemente con tres segundos y dos terceros lugares. Riccardo Patrese, por su parte, acumuló un gran número de malos resultados de Brabham y, aunque a menudo era tan rápido o más rápido que el brasileño (incluyendo liderar el Gran Premio de San Marino antes de abandonar cuando quedaban solo seis vueltas y hacerse con la pole en Monza), solamente logró un podio en Alemania y la victoria en la última carrera de la temporada, en el Gran Premio de Sudáfrica en Kyalami.
Con el brasileño ganando su segundo Campeonato de Pilotos con 59 puntos, y el italiano terminando noveno con 13 puntos, Brabham finalizó tercero en el Campeonato de Constructores con 72 puntos, siete detrás del segundo Renault y 17 detrás de Ferrari.
El BT52 se actualizó para el Gran Premio de Gran Bretaña, la novena carrera de 15, al BT52B y procedió a ganar tres de las siete carreras restantes de la temporada. Las dos variantes del chasis se pueden distinguir fácilmente ya que el esquema de color también se invirtió al mismo tiempo. Una nueva actualización llegó más tarde en la temporada cuando el equipo adoptó las aletillas estilo Ferrari en el alerón trasero para generar más carga aerodinámica.
El BT52 fue reemplazado para la temporada 1984 por el Brabham BT53, menos exitoso.

## Resultados

### Fórmula 1
(Clave) (negrita indica pole position) (cursiva indica vuelta rápida)

| Año     | Chasis | Motor           | Neu. | N.º | Pilotos          | 1   | 2   | 3   | 4   | 5   | 6   | 7   | 8   | 9   | 10  | 11  | 12  | 13  | 14  | 15  | Puntos | Pos. |
| ------- | ------ | --------------- | ---- | --- | ---------------- | --- | --- | --- | --- | --- | --- | --- | --- | --- | --- | --- | --- | --- | --- | --- | ------ | ---- |
| 1983    | BT52   | BMW M12/13 S4 t | M    |     |                  | BRA | USW | FRA | SMR | MON | BEL | USE | CAN | GBR | GER | AUT | NED | ITA | EUR | RSA | 72     | 3.º  |
| 1983    | BT52   | BMW M12/13 S4 t | M    | 5   | Nelson Piquet    | 1   | Ret | 2   | Ret | 2   | 4   | 4   | Ret |     |     |     |     |     |     |     | 72     | 3.º  |
| 1983    | BT52   | BMW M12/13 S4 t | M    | 6   | Riccardo Patrese | Ret | 10  | Ret | Ret | Ret | Ret | Ret | Ret |     |     |     |     |     |     |     | 72     | 3.º  |
| 1983    | BT52B  | BMW M12/13 S4 t | M    | 5   | Nelson Piquet    |     |     |     |     |     |     |     |     | 2   | 13  | 3   | Ret | 1   | 1   | 3   | 72     | 3.º  |
| 1983    | BT52B  | BMW M12/13 S4 t | M    | 6   | Riccardo Patrese |     |     |     |     |     |     |     |     | Ret | 3   | Ret | 9   | Ret | 7   | 1   | 72     | 3.º  |
| Fuente: |        |                 |      |     |                  |     |     |     |     |     |     |     |     |     |     |     |     |     |     |     |        |      |